# Buk v Karviné
Buk v Karviné je památný strom - buk lesní ve čtvrti Nové Město města Karviná v okrese Karviná. Nachází se také v nížině Ostravská pánev v Moravskoslezském kraji.

## Další informace
Podle údajů z roku 2022, Buk v Karviné je jeden z celkem 6 vyhlášených památných stromů na území města Karviná. Nachází se u plotu Střediska pečovatelské služby, za restaurací Praha. Podle údajů z roku 1998:
| Výška stromu:                 | 25,0 m        |
| Obvod kmene ve výčetní výšce: | 2,88 m        |
| Ochranné pásmo:               | dle zákona    |
| Datum vyhlášení:              | 14. září 1998 |

## Galerie

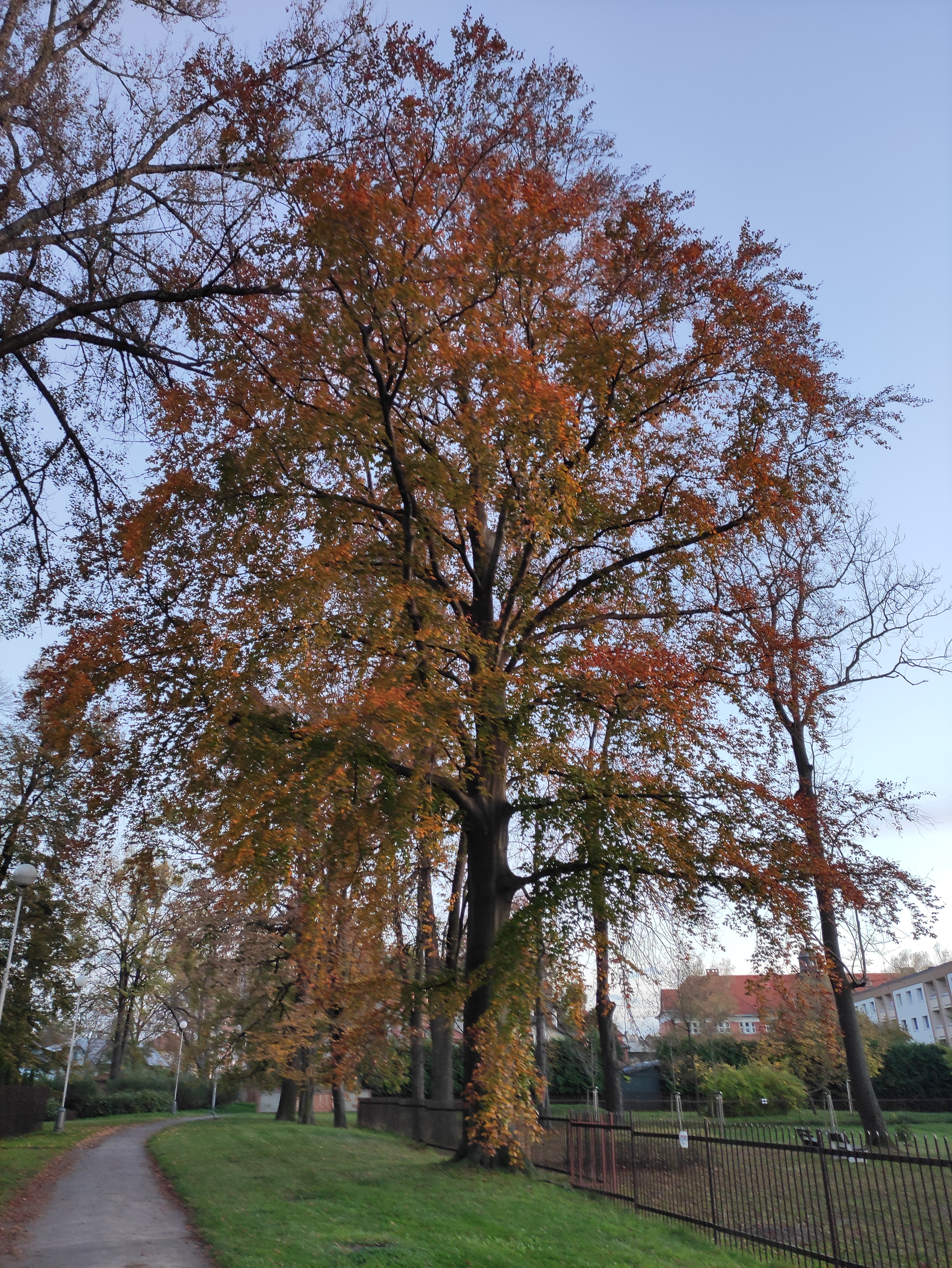
Podzim 2022
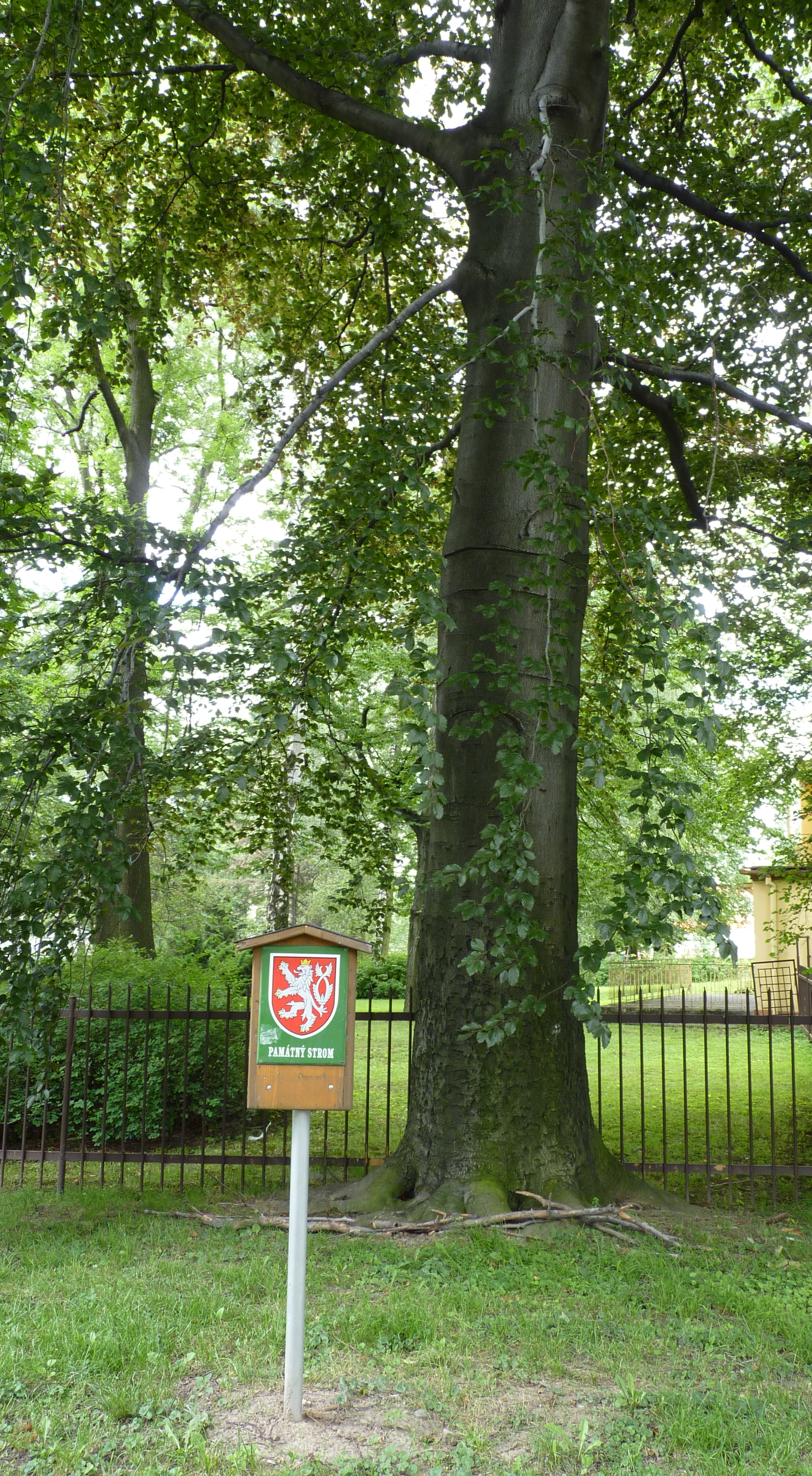
Červenec 2012